# 前田俊博
前田 俊博（まえだ としひろ、1980年10月4日-）は、毎日放送（MBS）のプロデューサー。現在は同局のコンテンツビジネス局 東京支社コンテンツビジネス部に所属。大阪府大阪市淀川区出身。

## 来歴・人物
2004年10月1日入社。本人は大阪本社のラジオ局ラジオ営業部に配属される。
ラジオ営業を3年間半担当した後、2008年4月に東京支社テレビ編成部（現・コンテンツビジネス部）に異動となり、それ以後は同局が関わるテレビアニメのプロデューサーを担当している。
前田の持論としては、「企画力が大事」や「コンテンツプロデューサーとしてのこだわり」が挙げられる。

## 担当作品

### 日曜夕方5時枠（日5）作品
- コードギアス 反逆のルルーシュR2（アシスタントプロデューサー）
- 機動戦士ガンダム00 セカンドシーズン（アシスタントプロデューサー）
- 鋼の錬金術師 FULLMETAL ALCHEMIST（アソシエイトプロデューサー）
- 戦国BASARA弐（プロデューサー）[1]
- STAR DRIVER 輝きのタクト（アソシエイトプロデューサー）
- 青の祓魔師（アソシエイトプロデューサー）
- 機動戦士ガンダムAGE（アソシエイトプロデューサー）
- マギ　〜The labyrinth of magic〜（アソシエイトプロデューサー）
- 宇宙戦艦ヤマト2199（※テレビ放送版、プロデューサー）
- マギ　〜The kingdom of magic〜（プロデューサー）
- ハイキュー!!（プロデューサー）
- アルスラーン戦記シリーズ（プロデューサー）
- 機動戦士ガンダム 鉄血のオルフェンズ（プロデューサー）
- 機動戦士ガンダム 水星の魔女（プロデューサー）
- 機動戦士ガンダム 閃光のハサウェイ TVエディション（プロデューサー）
- 機動戦士ガンダム サンダーボルト TVエディション（プロデューサー）
- 機動戦士ガンダムNT TVエディション（プロデューサー）

### アニメサタデー630枠作品
- 100%パスカル先生（プロデューサー）
- ゾイドワイルド（プロデューサー）

### 木曜深夜枠作品
- マクロスF（アシスタントプロデューサー）
- 黒執事（アソシエイトプロデューサー）
- バスカッシュ!（アソシエイトプロデューサー）
- DARKER THAN BLACK -流星の双子-（アソシエイトプロデューサー）
- 黒執事II（アソシエイトプロデューサー）
- 咎狗の血（アソシエイトプロデューサー）
- 魔法少女まどか☆マギカ（アソシエイトプロデューサー）
- Aチャンネル（アソシエイトプロデューサー、OVAではプロデューサー）
- BLOOD-C（製作）
- Persona4 the ANIMATION（アソシエイトプロデューサー）
- 妖狐×僕SS（プロデューサー）

#### アニメイズム / スーパーアニメイズム
- エウレカセブンAO（プロデューサー）
- 絶園のテンペスト（プロデューサー）
- ビビッドレッド・オペレーション（プロデューサー）
- DEVIL SURVIVOR 2 the ANIMATION（プロデューサー）
- 革命機ヴァルヴレイヴ（プロデューサー）
- ダンガンロンパ 希望の学園と絶望の高校生 The Animation（プロデューサー）
- 悪魔のリドル（プロデューサー）
- Persona4 the Golden ANIMATION（プロデューサー）
- ガンダム Gのレコンギスタ（プロデューサー）
- 結城友奈は勇者であるシリーズ（プロデューサー）
- Classroom☆Crisis（プロデューサー）
- 迷家-マヨイガ-（プロデューサー）
- マギ シンドバッドの冒険（プロデューサー）
- ベルセルク（プロデューサー）
- 91Days（プロデューサー）
- ハイキュー!! 烏野高校 VS 白鳥沢学園高校（プロデューサー）
- キリングバイツ（プロデューサー）
- ぐらんぶる（プロデューサー）
- 寄宿学校のジュリエット（チーフプロデューサー）
- 色づく世界の明日から（プロデューサー）
- ドメスティックな彼女（プロデューサー）
- 炎炎ノ消防隊（エグゼクティブプロデューサー）
- 荒ぶる季節の乙女どもよ。（チーフプロデューサー）
- 歌舞伎町シャーロック（プロデューサー）
- ハイキュー!! TO THE TOP（プロデューサー）
- ロノー先生の悪魔な神授業（プロデューサー[2][3]）
- 波よ聞いてくれ（プロデューサー）
- 炎炎ノ消防隊 弐ノ章（エグゼクティブプロデューサー）
- 彼女、お借りします（チーフプロデューサー）
- GETUP! GETLIVE! #げらげら（プロデューサー）
- 呪術廻戦（プロデューサー）
- 犬と猫どっちも飼ってると毎日たのしい（プロデューサー）
- すばらしきこのせかい The Animation（エグゼクティブプロデューサー）
- カノジョも彼女（チーフプロデューサー）
- CUE!（プロデューサー）

#### スーパーアニメイズムTURBO
- WIND BREAKER（プロデューサー）
- ダンダダン（チーフプロデューサー）

### その他
- テイルズ オブ ジ アビス （アソシエイトプロデューサー）
- 戦国BASARA（プロデューサー）※CBC・MBS共同製作
- Angel Beats!（アソシエイトプロデューサー）※CBC製作、MBS製作委員会参加
- おおきく振りかぶって 夏の大会編（プロデューサー）※TBS・MBS共同製作委員会参加
- TIGER & BUNNY（アソシエイトプロデューサー）
- セイクリッドセブン（プロデューサー）
- さくら荘のペットな彼女（プロデューサー）※アニマックスと共同で製作委員会に参加
- 進撃の巨人シリーズ[1]（プロデューサー）※Season1では製作クレジットにMBSの名義はない。Season2では製作委員会参加、Season3はNHK総合テレビにて放送。
- 世界征服〜謀略のズヴィズダー〜（プロデューサー）
- ユリ熊嵐（プロデューサー）
- ローリング☆ガールズ（プロデューサー）
- 進撃!巨人中学校（プロデューサー）
- ハイキュー!! セカンドシーズン（プロデューサー）
- 田中くんはいつもけだるげ（プロデューサー）
- 風夏（プロデューサー）
- 月がきれい（プロデューサー）
- ボールルームへようこそ（プロデューサー）
- 刀使ノ巫女（プロデューサー）※AT-Xと共同で製作委員会に参加
- ハイスコアガールシリーズ（プロデューサー）
- RELEASE THE SPYCE（プロデューサー）
- かぐや様は告らせたい〜天才たちの恋愛頭脳戦〜シリーズ（プロデューサー）
- みにとじ（プロデューサー）※AT-Xと共同で製作委員会に参加
- Fairy gone フェアリーゴーン（プロデューサー）※BS11・AT-Xと共同で製作委員会に参加
- 憂国のモリアーティ（プロデューサー）
- ホリミヤシリーズ（プロデューサー）
- スケートリーディング☆スターズ（プロデューサー）※BS11と共同で製作委員会に参加
- 呪術廻戦（第2期、アソシエイトプロデューサー）

### 劇場版アニメ
- 交響詩篇エウレカセブン ポケットが虹でいっぱい（アシスタントプロデューサー）
- 劇場版 マクロスF 虚空歌姫〜イツワリノウタヒメ〜（協力）
- 劇場版 機動戦士ガンダム00 -A wakening of the Trailblazer-（アソシエイトプロデューサー）
- 劇場版 マクロスF 恋離飛翼〜サヨナラノツバサ〜（協力）
- 劇場版 戦国BASARA -The Last Party-（プロデューサー）
- 鋼の錬金術師 嘆きの丘の聖なる星（アソシエイトプロデューサー）
- 劇場版 魔法少女まどか☆マギカ[前編] 始まりの物語（アソシエイトプロデューサー）
- 劇場版 魔法少女まどか☆マギカ[後編] 永遠の物語（アソシエイトプロデューサー）
- 青の祓魔師 ―劇場版―（アソシエイトプロデューサー）
- スタードライバー THE MOVIE（プロデューサー）
- 劇場版 魔法少女まどか☆マギカ[新編] 叛逆の物語（アソシエイトプロデューサー）
- PERSONA3 THE MOVIE #1 Spring of Birth（協力）
- PERSONA3 THE MOVIE #2 Midsummer Knight's Dream（協力）
- 劇場版 進撃の巨人 前編～紅蓮の弓矢～（プロデューサー）
- PERSONA3 THE MOVIE #3 Falling Down（協力）
- ハイキュー!! 終わりと始まり（プロデューサー）
- ハイキュー!! 勝者と敗者（プロデューサー）
- 劇場版 進撃の巨人 後編～自由の翼～（プロデューサー）
- PERSONA3 THE MOVIE #4 Winter of Rebirth（協力）
- 交響詩篇エウレカセブン ハイエボリューション1（プロデューサー）
- 劇場版ハイキュー!! ゴミ捨て場の決戦（プロデューサー[4]）

### 総集編アニメ
- 機動戦士ガンダム00 スペシャルエディションI ソレスタルビーイング（アシスタントプロデューサー）
- 機動戦士ガンダム00 スペシャルエディションII エンド・オブ・ワールド（アシスタントプロデューサー）
- 機動戦士ガンダム00 スペシャルエディションIII リターン・ザ・ワールド（アシスタントプロデューサー）
- 機動戦士ガンダムAGE MEMORY OF EDEN（アソシエイトプロデューサー）